# Georg Dietzsch
Georg Wilhelm August Konrad Ludwig Dietzsch (* 29. März 1825 in Friedberg; † 10. März 1887 in Homburg vor der Höhe) war Kreisrat in den Kreisen Grünberg und Schotten im Großherzogtum Hessen.

## Familie
Seine Eltern waren der Amtmann Carl Dietzsch und dessen Frau Caroline, geborene Buff.
Dietzsch heiratete 1859 Wilhelmine Rau von Holzhausen (1834–1897), sie war die Tochter des Hauptmanns Friedrich Rau von Holzhausen.

## Karriere
Dietzsch studierte Rechtswissenschaft an der Universität Gießen, was er mit der Promotion zum Dr. jur. abschloss. 1847 war er Regierungsakzessist, 1857 Assessor beim Kreis Vilbel. Nach dem Tod von Kreisrat Friedrich Ludwig Johann Schaaf wurde er 1869 zunächst kommissarisch, ab 1871 dann endgültig als Kreisrat des Kreises Grünberg eingesetzt. 1874 wurde im Großherzogtum eine Kreisreform vorgenommen, bei der der Kreis Grünberg aufgelöst wurde. Dietzsch erhielt nun die Stelle des Kreisrats des Kreises Schotten, in den auch eine Reihe von Gemeinden aus dem aufgelösten Kreis Grünberg gelangten. Das Amt nahm er bis 1883 wahr, als er in den Ruhestand verabschiedet wurde.

## Ehrungen
- 1883 Ritterkreuz I. Klasse des Verdienstordens Philipps des Großmütigen[1]